# Ermita de Sant Isidre (Castelló de la Plana)
L'ermita de Sant Isidre, situada en el camí vell del mar, en la partida de Censal, que té el seu origen en el Caminàs direcció Grau de Castelló, a Castelló de la Plana, a la comarca de la Plana Alta, és un conjunt catalogat, de manera genèrica, com Bé de Rellevància Local, segons la Disposició Addicional Cinquena de la Llei 5/2007, de 9 de febrer, de la Generalitat, de modificació de la Llei 4/1998, d'11 de juny, del Patrimoni Cultural Valencià (DOCV Núm. 5.449 / 13/02/2007), amb codi: 12.05.040-004.

## Història
L'inici de la construcció de l'ermita està en una donació realitzada, en 1628 per part d'un agricultor de la zona, Antonio Castell, dels terrenys on s'assenta l'ermita, a la Confraria de Pagesos, amb la intenció que en ells s'elevés una ermita dedicada als sants Isidre i Pere. Aquesta donació es va veure enriquida per altres aportacions de veïns de la zona com la realitzada per la donzella Úrsula Mas. Així, es comencen les obres de la primera ermita el 10 de juny de 1630 (encara que alguns autors parlen de 1631) i es van finalitzar en 1644.
Al llarg de la història ha sofert diverses intervencions, moltes relacionades amb el seu ús. Així, després d'haver estat utilitzada com a hospital durant l'epidèmia de còlera de 1885, l'any 1892 es va rehabilitar pares tornar a utilitzar-se com a lloc de culte. En 1972 va ser cedida a les Entitats Agràries de la ciutat, la qual cosa va ajudar una nova restauració que li va permetre aconseguir un perfecte estat de conservació.

## Descripció
El conjunt està format no només pel temple, sinó també per una zona enjardinada i arbolada, que s'estén al seu voltant, així com un pou que presenta amb ampit de pedra, tot això dins d'una zona emmurallada per un petit mur de pedra i tela metàl·lica.
L'ermita presenta una façana àmplia (en part a causa que es recolza en els primers contraforts laterals de l'edifici) rematada amb una espadanya amb buit per a una sola campana i acabada en una creu de forja. A més presenta porxo previ, molt obert, subjecte tan sols per quatre fins pilars en la part més externa, sobre els quals reposa la coberta, d'una sola aigua (a diferència de la coberta de la resta de l'ermita que és a dues aigües) i rematada en teula. Protegida per aquest porxo s'obre la senzilla porta d'accés al temple, en forma d'arc de mig punt, amb làpides de pedra i pedrís corregut a banda i banda d'aquesta. El conjunt es complementa amb l'annexa casa de l'ermità.
Per la seva banda interiorment es pot destacar al costat de certs elements gòtics (poc comuns en les ermites de la zona de Castelló), uns altres més a l'ús de la zona. Presenta planta de nau única dividida en tres crugies i Presbiteri (que resulta un dels elements més cridaners de l'edifici. De forma rectangular i de menor altura que la resta de la nau, i al que s'accedeix a través d'un arc triomfal recolzat en pilastres adossades i cobert amb volta de traceria, amb floró central amb imatge del sant de la advocación, Sant Isidre) tot això cobert amb sostre de fusta suportat per arcs torals, amb doble vessant.
Des d'un punt de vista artístic, l'element interior més destacable és el retaule datat de 1652 (donat per Francisco Mercer Mes en 1672) i obra d'un escultor valencià, Antonio López (contractat pel prior i el procurador de la “Casa i Ermita de San Isidro i Sant Pere). En un primer moment en el retaule podia contemplar-se un quadre (anònim) del segle xvii que representava als sants titulars del temple, San Isidro llaurador i Sant Pere. Un altre llenç de l'època, atribuït a Urbà Fos és el que representa a Sant Miquel i Sant Roc. Para la seva protecció durant el conflicte bèl·lic del 36, els quadres es van portar a la Concatedral de Santa Maria, on encara romanen en el seu museu.

## Festa
Les festes que es protagonitzen en aquesta ermita se centren en la festivitat de Sant Isidre el Llaurador, el 15 de maig, i estan organitzades per les entitats agrícoles de la zona, consistint fonamentalment en un ofici religiós solemne, el cant de Gojos al sant, benedicció dels camps, i diversos actes de caràcter més popular, com el “porrat”…
Torna a haver-hi festa en l'ermita durant els dies entre el 4 i el 12 d'octubre.